# Norra Ståtstenen
Norra Ståtstenen är ett skär i Åland (Finland). Det ligger i Skärgårdshavet och i kommunerna Kumlinge och Sottunga i landskapet Åland, i den sydvästra delen av landet. Ön ligger omkring 45 kilometer öster om Mariehamn och omkring 230 kilometer väster om Helsingfors.
Öns area är 0,3 hektar och dess största längd är 60 meter i öst-västlig riktning. Trakten är glest befolkad. Närmaste större samhälle är Kumlinge, 13,4 km norr om Norra Ståtstenen.